# Janopole (Płońsk)
Pour les articles homonymes, voir Janopole.
Janopole (prononciation : [janɔˈpɔlɛ]) est un village polonais de la gmina de Nowe Miasto dans le powiat de Płońsk de la voïvodie de Mazovie dans le centre-est de la Pologne.
Le village compte approximativement une population de 70 habitants.

## Histoire
De 1975 à 1998, le village appartenait administrativement à la voïvodie de Ciechanów.